# 1581 en musique classique
| \| • Retour à la chronologie générale de la musique classique • \| |
| Grèce • Rome • Haut Moyen Âge • VIIIe siècle • IXe siècle • Xe siècle • XIe siècle XIIe siècle • XIIIe siècle • XIVe siècle • XVe siècle • XVIe siècle • XVIIe siècle XVIIIe siècle • XIXe siècle • XXe siècle • XXIe siècle |
| • Retour à la chronologie générale de la musique classique • |

| Années en musique classique : 1578 - 1579 - 1580 - 1581 - 1582 - 1583 - 1584    |
| Décennies en musique classique : 1550 - 1560 - 1570 - 1580 - 1590 - 1600 - 1610 |

## Événements

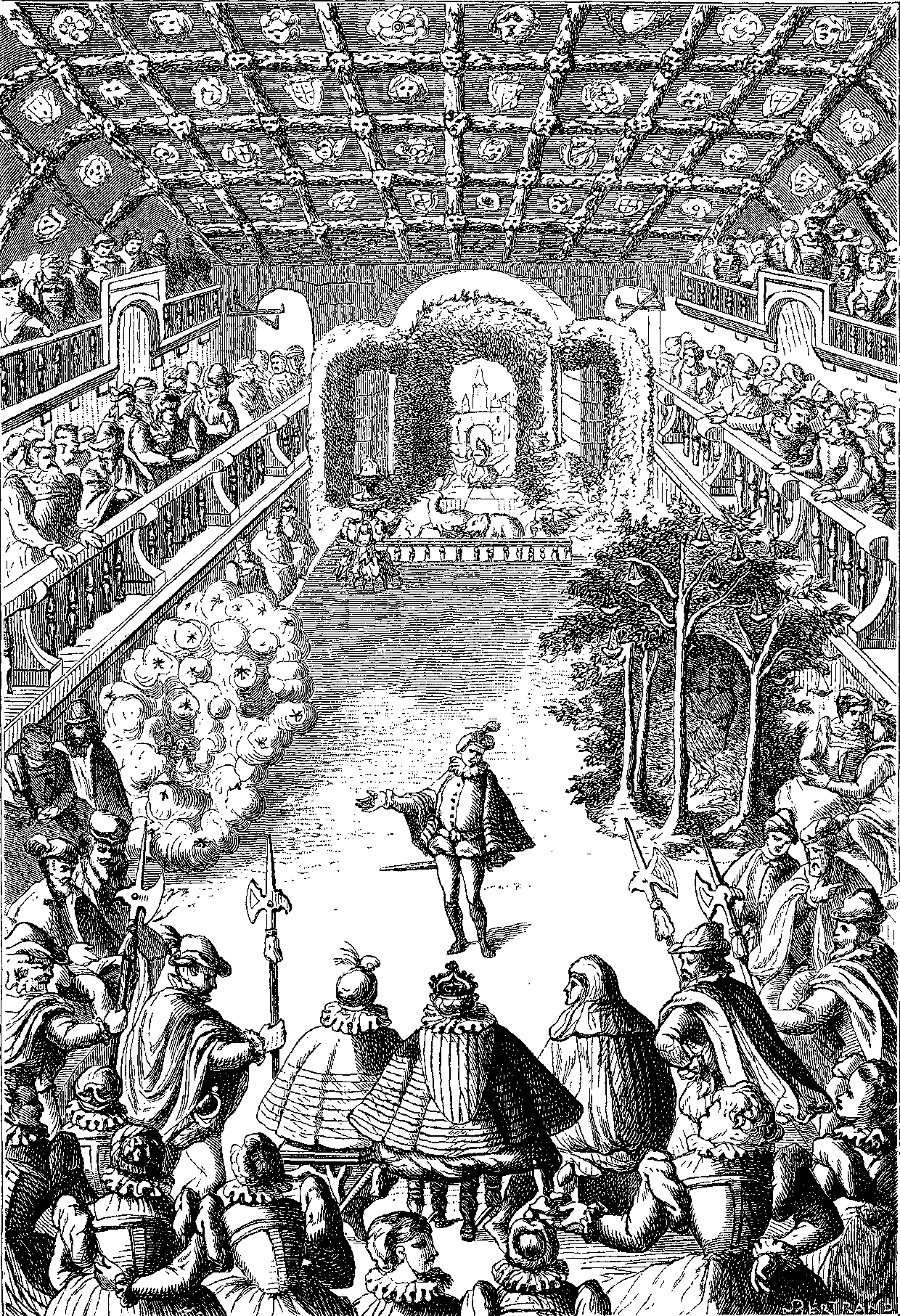
Le Ballet comique de la reine

- 15 octobre : Ballet comique de la reine, ballet de cour donné à Paris pour le mariage d’Anne de Joyeuse avec Marguerite de Vaudémont, sœur de la reine de France (Girard de Beaulieu et Jacques Salmon écrivent la musique, Balthazar de Beaujoyeulx règle les danses, Nicolas Filleul de La Chesnaye l’argument, Jacques Patin les costumes, de nombreux auteurs participent dont Agrippa d'Aubigné).
- Publication à Rome du Troisième livre et du Quatrième livre de Tomás Luis de Victoria.

## Œuvres
- Las ensaladas de Flecha, de Mateu Fletxa, publiées par les soins de son neveu, Mateo Flecha Le Jeune, à Prague.

## Naissances
- Giovanni Paolo Maggini, luthier italien († 1632).

Vers 1581 :
- Bellerofonte Castaldi, compositeur baroque, poète, luthiste et joueur de théorbe italien († 27 septembre 1649).

Vers 1581-1583 :
- Alessandro Costantini, organiste et compositeur italien († 20 octobre 1657).

## Décès
- 7 mai : Alexander Utendal, compositeur franco-flamand (° vers 1543-1545).
- 8 septembre : Joachim Thibault de Courville, compositeur français, chanteur, luthiste et joueur de lyre.

Vers 1581 :
- Fabrizio Dentice, compositeur italien (° 1539).